# فردریک آلوز
فردریک آلوز (انگلیسی: Frederik Alves؛ زادهٔ ۸ نوامبر ۱۹۹۹) بازیکن فوتبال اهل دانمارک است که در پست مدافع میانی برای باشگاه بروندبی در سوپر لیگ فوتبال دانمارک بازی می‌کند.
وی در تیم‌های ملی فوتبال زیر ۲۰ سال دانمارک و زیر ۲۱ سال دانمارک بازی کرده است.